# Isabelle-Marie de Bragance
 (février 2017).
Si vous disposez d'ouvrages ou d'articles de référence ou si vous connaissez des sites web de qualité traitant du thème abordé ici, merci de compléter l'article en donnant les références utiles à sa vérifiabilité et en les liant à la section « Notes et références ».
Isabelle-Marie de Bragance, née à Lisbonne le 4 juillet 1801 et morte le 22 avril 1876 dans la même ville, est une infante de Portugal. Elle est régente du royaume de Portugal durant deux ans, de mars 1826 à février 1828.

## Biographie
L'infante Isabelle-Marie de Bragance (Isabel Maria da Conceição Joana Gualberta Ana Francisca de Assis Xavier de Paula de Alcântara Antónia Rafaela Micaela Gabriela Joaquina Gonzaga de Bragança e Bourbon) est la quatrième fille de Jean VI de Portugal et de Charlotte-Joachime d'Espagne.
En 1808, alors qu'elle est âgée de sept ans, la famille royale part pour le Brésil afin d'échapper à l'invasion napoléonienne. 
De retour en 1820 alors que son fils aîné est resté au Brésil, le roi Jean VI, ayant accepté une constitution libérale, est confronté à la colère de son épouse la reine Charlotte-Joachime et de son fils cadet l'infant Michel qui veulent maintenir l'absolutisme. En 1824, la reine et l'infant, allant jusqu'à séquestrer le roi, tentent en vain d'obtenir son abdication (épisode de l'insurrection de l'Abrilada) ; ce qui entraîne la condamnation à l'exil de l'infant Michel, qui trouve temporairement refuge en Autriche et ne rentrera au Portugal qu'à la mort de son père le roi Jean VI. 
Le fils aîné du roi, qui avait proclamé l'indépendance du Brésil, en octobre 1822, débute loin du Portugal ses premières années de règne sous le nom de Pierre Ier. 
Le 6 mars 1826, le roi Jean VI, qui est malade, nomme un conseil de régence et place à sa tête sa fille cadette et célibataire, l'infante Isabelle-Marie, âgée de 25 ans, qui doit assurer la régence jusqu'à ce que soit trouvé un héritier au royaume de Portugal. Du conseil de régence sont exclus son fils aîné et héritier Pierre, qui règne au Brésil, son fils cadet l'infant Michel, qui a été poussé à l'exil, et l'épouse du roi, la reine Charlotte-Joachime, qui n'a plus la confiance du roi et qui est dorénavant mise à l'écart de toutes les prises de décision majeures.
Le 10 mars 1826, le roi Jean VI meurt quatre jours après la nomination de l'infante Isabelle-Marie à la régence du Portugal.
Pierre Ier du Brésil hérite de la couronne portugaise et devient également Pierre IV du Portugal, mais abdique deux mois plus tard, en mai 1826, en faveur de sa fille aînée Marie II de Portugal, âgée de 7 ans, maintenant sa sœur Isabelle-Marie à la régence du Portugal, qu'elle assumera jusqu'en février 1828. 
Outre l'infante Isabelle-Marie, les membres de la régence sont le cardinal Dom Frei Patrício da Silva (1756-1840), patriarche de Lisbonne, Nuno Caetano Álvares Pereira de Melo, 6e duc de Cadaval, Francisco Xavier de Menezes da Silveira e Castro, 1er marquis de Valada et Marcos de Noronha, comte d'Arcos. 
Dans un souci de réconciliation familiale et politique, il est décidé que la jeune reine épouserait son oncle, le très conservateur prince Michel, rentré d'exil à la mort du roi Jean VI. Michel prête ponctuellement serment à la Charte constitutionnelle promulguée par son prédécesseur et frère, le roi Pierre IV ; charte sur laquelle Michel s'était pourtant longuement exprimé de manière défavorable. Dès lors, le 26 février 1828, Isabelle-Marie met fin à sa régence sur le Portugal, qu'elle assurait au nom de sa nièce âgée de 9 ans, la reine Marie II de Portugal, l'héritière du roi Pierre IV, et l'infant Michel assume d'emblée la présidence du conseil de régence, à la place de l'infante Isabelle-Marie, qui elle-même jure également fidélité à la Charte constitutionnelle. 
Le 28 juin 1828, l'infant Michel décide unilatéralement la fin du conseil de régence et évince sa nièce et fiancée, la reine Marie II, montant sur le trône du Portugal à sa place, sous le nom de Michel Ier ; ce qui donne aussitôt naissance à une guerre civile au Portugal opposant absolutistes, supportant Michel Ier, et libéraux, supportant Marie II, et qui prendra fin avec la victoire des libéraux, entraînant l'expulsion de Michel du royaume, le 1er juin 1834.

## Dernières années de vie
L'infante Isabelle-Marie se détourne des affaires du royaume et s'immerge dans la religion, se consacrant aux œuvres de l'Église. Elle meurt célibataire à Benfica (à l'époque non pas un quartier de Lisbonne mais une ville proche de la municipalité de Belém) le 22 avril 1876. Elle était la dernière enfant vivante du roi Jean VI de Portugal et la dernière petite-fille vivante de la reine Marie Ire de Portugal. Elle est inhumée au Panthéon royal de la Maison de Bragance, situé dans le monastère de Saint-Vincent de Fora à Lisbonne.